# Kanton Beaumont-Hague
Der Kanton Beaumont-Hague war von 1790 bis 2015 ein französischer Wahlkreis im Arrondissement Cherbourg, im Département Manche und in der Region Normandie; sein Hauptort war Beaumont-Hague.
Der Kanton umfasste Wahlberechtigte aus folgenden 19 Gemeinden:
| Gemeinde               | Einwohner Jahr | Fläche km² | Bevölkerungsdichte | Code INSEE | Postleitzahl |
| ---------------------- | -------------- | ---------- | ------------------ | ---------- | ------------ |
| Acqueville             | 666 (2013)     | –          | – Einw./km²        | 50001      | 50440        |
| Auderville             | 254 (2013)     | –          | – Einw./km²        | 50020      | 50440        |
| Beaumont-Hague         | 1485 (2013)    | –          | – Einw./km²        | 50041      | 50440        |
| Biville                | 570 (2013)     | –          | – Einw./km²        | 50057      | 50440        |
| Branville-Hague        | 165 (2013)     | –          | – Einw./km²        | 50073      | 50440        |
| Digulleville           | 293 (2013)     | –          | – Einw./km²        | 50163      | 50440        |
| Éculleville            | 31 (2013)      | –          | – Einw./km²        | 50171      | 50440        |
| Flottemanville-Hague   | 889 (2013)     | –          | – Einw./km²        | 50187      | 50690        |
| Gréville-Hague         | 747 (2013)     | –          | – Einw./km²        | 50220      | 50440        |
| Herqueville            | 160 (2013)     | –          | – Einw./km²        | 50242      | 50440        |
| Jobourg                | 482 (2013)     | –          | – Einw./km²        | 50257      | 50440        |
| Omonville-la-Petite    | 147 (2013)     | –          | – Einw./km²        | 50385      | 50440        |
| Omonville-la-Rogue     | 493 (2013)     | –          | – Einw./km²        | 50386      | 50440        |
| Sainte-Croix-Hague     | 834 (2013)     | –          | – Einw./km²        | 50460      | 50440        |
| Saint-Germain-des-Vaux | 366 (2013)     | –          | – Einw./km²        | 50477      | 50440        |
| Tonneville             | 642 (2013)     | –          | – Einw./km²        | 50600      | 50460        |
| Urville-Nacqueville    | 2154 (2013)    | –          | – Einw./km²        | 50611      | 50460        |
| Vasteville             | 1134 (2013)    | –          | – Einw./km²        | 50620      | 50440        |
| Vauville               | 374 (2013)     | –          | – Einw./km²        | 50623      | 50440        |